# Гаджиев, Рахман Худаят оглы
Рахман Худаят оглы Гаджиев (азерб. Hacıyev Rəhman Xudayət oğlu; 25 июля 1993, Товуз) — азербайджанский футболист, полузащитник. Выступал за юношеские (до 17 и до 19 лет) сборные Азербайджана и молодёжную сборную Азербайджана. Вошёл в историю азербайджанского футбола, как самый молодой футболист, ставший чемпионом страны в возрасте 16 лет.

## Карьера
Воспитанник клуба азербайджанской премьер-лиги «Баку», в котором выступает с 15 лет. Вошёл в историю азербайджанского футбола, как самый молодой чемпион страны. В последнем туре XVII чемпионата страны он вышел на замену в игре с сальянской «Муганью» на 86-й минуте встречи, будучи к тому моменту в возрасте 15 лет и 9 месяцев. «Баку» одержал крупную победу со счетом 4:0 а Гаджиев отметился голевой передачей.
В июне 2010 года, Рахман Гаджиев на правах аренды перешёл в турецкий клуб «Алтай» из города Измир. Срок контракта составил 3 года. Дебют в составе нового клуба состоялся 24 июля 2010 года в товарищеском матче с клубом «Акхисар Беледийе Спор». Проведя в ФК «Алтай» 4 месяца, Гаджиев вернулся обратно в состав «Баку» до конца зимнего сезона.
Дебют в еврокубках состоялся 5 июля 2012 года, в первом отборочном раунде Лиги Европы, в составе «Баку», против словенской «Муры». 12 июля 2012 года принял также участие в ответном матче.
С 2015 по 31 мая 2025 года выступал за «Нефтчи».

## Карьера в сборной
Рахман Гаджиев имеет опыт выступления и за юношеские (до 17 и до 19 лет) и за молодёжную (до 21 года) сборные Азербайджана.
Дебют в составе юношеской сборной до 17 лет состоялся 26 октября 2009 года, в отборочном раунде Чемпионата Европы среди юношей до 17 лет против сборной Сербии.
6 октября 2011 года дебютировал в составе юношеской сборной до 19 лет, в отборочной раунде Чемпионата Европы среди юношей до 19 лет, против сборной Швеции.
Свою первую игру за молодёжную сборную до 21 года провёл 1 июня 2012 года в отборочном раунде Чемпионата Европы среди молодёжи против сборной Норвегии.

## Достижения
- Чемпион Азербайджана: 2008/09 (в составе ФК «Баку»)